# 迈尔河畔卢热
迈尔河畔卢热（法語：Lougé-sur-Maire，法語發音：[luʒe syʁ mɛʁ] ⓘ）是法国奥恩省的一个市镇，属于阿让唐区。

## 地理
迈尔河畔卢热（48°41'36"N, 0°13'31"W）面积13.58 平方千米，位于法国诺曼底大区奧恩省，该省份为法国西北部内陆省份，北起顺时针与卡爾瓦多斯省、厄尔省、厄尔-卢瓦省、萨尔特省、马耶讷省和芒什省接壤。
与迈尔河畔卢热接壤的市镇（或旧市镇、城区）包括：拉朗德德卢热、蒙特勒伊欧乌尔姆、拉讷、圣布里斯苏拉讷、埃库谢莱瓦莱、皮唐日勒拉克。

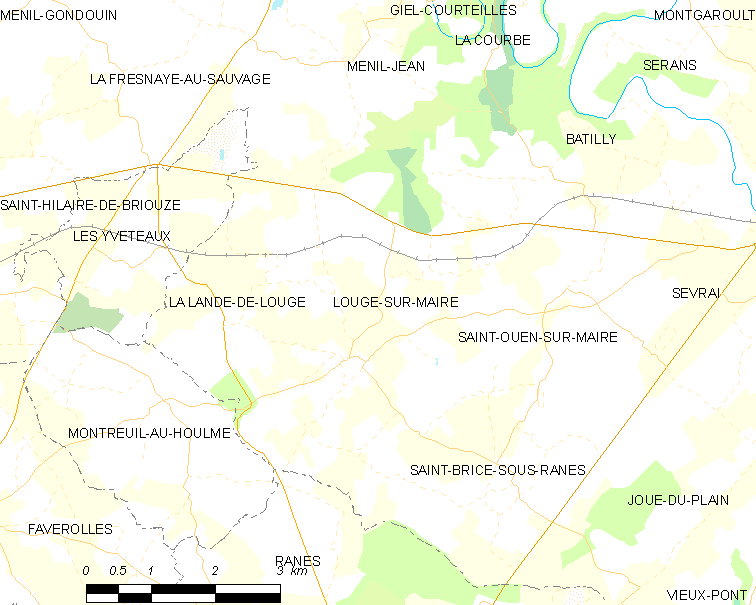
迈尔河畔卢热的OSM定位图

迈尔河畔卢热的时区为UTC+01:00、UTC+02:00（夏令时）。

## 行政
迈尔河畔卢热的邮政编码为61150，INSEE市镇编码为61237。

## 政治
迈尔河畔卢热所属的省级选区为马尼勒代塞尔县。

## 人口

1962-2008年间迈尔河畔卢热人口变化图示

迈尔河畔卢热于2022年1月1日时的人口数量为314人。